# 笠川永太
笠川 永太（かさがわ えいた、1990年10月25日 - ）は、福岡県出身の元プロサッカー選手。ポジションはゴールキーパー。ゴールキーパーとしては福岡クラブ史上初の下部組織出身者である。

## 経歴
小学生の時に博多の森球技場（現レベルファイブスタジアム）で当時アビスパ福岡に所属していた小島伸幸に憧れてプロの選手を目指す。12歳より福岡U-15に所属。2008年には高校生ながらトップチームの春季キャンプに参加し、それからは藤川孝幸コーチの指導の下、トップチームの練習試合にも参加する様になる。
2008年11月23日に福岡と仮契約を結び、2009年からのトップチームへの昇格内定が決まった。
入団後は、神山竜一や六反勇治の控えとしてベンチ入りすることが少なかったが、2011年10月8日、天皇杯2回戦の高知大学戦で、公式戦デビューを飾った。
六反が移籍した翌年は神山や河田晃兵の前に出場機会が無く、京都から水谷雄一が加入した2013年も水谷と神山の第3GKという立ち位置であったが、6月の熊本戦で水谷が負傷し長期欠場して以降は毎試合ベンチ入りしている。
2015年には柏から加入した中村航輔が正GKとなり再びベンチ外となった。12月、アルビレックス新潟シンガポールへの完全移籍が発表された。ユース時代から13年間過ごしたアビスパ福岡を去ることになった。
2016年12月、自身のTwitterで現役引退を発表した。

## 所属クラブ
ユース経歴
- 和白東サッカースポーツ少年団 (福岡市立和白東小学校)
- 2003年 - 2005年 アビスパ福岡U-15 (福岡市立和白丘中学校)
- 2006年 - 2008年 アビスパ福岡U-18 (福岡魁誠高等学校)

プロ経歴
- 2009年 - 2015年  アビスパ福岡
- 2016年  アルビレックス新潟シンガポール

## 個人成績
| 国内大会個人成績 | 国内大会個人成績 | 国内大会個人成績 | 国内大会個人成績 | 国内大会個人成績 | 国内大会個人成績 | 国内大会個人成績 | 国内大会個人成績 | 国内大会個人成績 | 国内大会個人成績 | 国内大会個人成績 | 国内大会個人成績 |
| 年度             | クラブ           | 背番号           | リーグ           | リーグ戦         | リーグ戦         | リーグ杯         | リーグ杯         | オープン杯       | オープン杯       | 期間通算         | 期間通算         |
| 年度             | クラブ           | 背番号           | リーグ           | 出場             | 得点             | 出場             | 得点             | 出場             | 得点             | 出場             | 得点             |
| 日本             | 日本             | 日本             | 日本             | リーグ戦         | リーグ戦         | リーグ杯         | リーグ杯         | 天皇杯           | 天皇杯           | 期間通算         | 期間通算         |
| ---------------- | ---------------- | ---------------- | ---------------- | ---------------- | ---------------- | ---------------- | ---------------- | ---------------- | ---------------- | ---------------- | ---------------- |
| 2009             | 福岡             | 25               | J2               | 0                | 0                | -                | -                | 0                | 0                | 0                | 0                |
| 2010             | 福岡             | 25               | J2               | 0                | 0                | -                | -                | 0                | 0                | 0                | 0                |
| 2011             | 福岡             | 25               | J1               | 0                | 0                | 0                | 0                | 1                | 0                | 1                | 0                |
| 2012             | 福岡             | 25               | J2               | 0                | 0                | -                | -                | 0                | 0                | 0                | 0                |
| 2013             | 福岡             | 25               | J2               | 2                | 0                | -                | -                | 1                | 0                | 3                | 0                |
| 2014             | 福岡             | 25               | J2               | 0                | 0                | -                | -                | 0                | 0                | 0                | 0                |
| 2015             | 福岡             | 25               | J2               | 1                | 0                | -                | -                | 0                | 0                | 1                | 0                |
| シンガポール     | シンガポール     | シンガポール     | シンガポール     | リーグ戦         | リーグ戦         | リーグ杯         | リーグ杯         | シンガポール杯   | シンガポール杯   | 期間通算         | 期間通算         |
| 2016             | 新潟S            | 1                | Sリーグ          | 3                | 0                | 2                | 0                | 2                | 0                | 7                | 0                |
| 通算             | 日本             | 日本             | J1               | 0                | 0                | 0                | 0                | 1                | 0                | 1                | 0                |
| 通算             | 日本             | 日本             | J2               | 3                | 0                | -                | -                | 1                | 0                | 4                | 0                |
| 通算             | シンガポール     | シンガポール     | Sリーグ          | 3                | 0                | 2                | 0                | 2                | 0                | 7                | 0                |
| 総通算           | 総通算           | 総通算           | 総通算           | 6                | 0                | 2                | 0                | 4                | 0                | 12               | 0                |

- 公式戦初出場 - 2011年10月8日 天皇杯 2回戦 対高知大学戦（福山）
- リーグ戦初出場 - 2013年8月25日 J2第31節  対ヴィッセル神戸戦（神戸ユニバー）